# Peter E. Pieler
Peter E. Pieler (* 14. Dezember 1941 in Wien; † 1. Oktober 2018 ebenda) war ein österreichischer Rechtshistoriker und Professor für Römisches Recht und Byzantinische Rechtsgeschichte an der Universität Wien.

## Leben
Nach dem Studium der Rechtswissenschaften an der Universität Wien wurde Pieler 1965 wissenschaftlicher Mitarbeiter am Institut für Römisches Recht und antike Rechtsgeschichte seiner Alma Mater. 1967 erfolgte die Promotion zum Doktor der Rechtswissenschaften, 1980 habilitierte er sich in Römischem Recht und antiker Rechtsgeschichte. Seine Habilitationsschrift befasste sich mit dem Kaisergericht und den kaiserlichen Gerichtsorganen von Augustus bis Justinian. Von 1983 bis zu seiner Emeritierung im Jahr 2010 war Pieler Ordinarius für Römisches Recht. Von 1993 bis 2000 fungierte er als Dekan der Rechtswissenschaftlichen Fakultät der Universität Wien.
Gemeinsam mit Walter Selb arbeitete er an der Erforschung römischer Rechtstexte und forschte mit Selb nach entsprechenden Handschriften alter Rechtstexte in den Klöstern des Tur Abdin.
Pieler war Mitglied des wissenschaftlichen Beirats des Max-Planck-Instituts für europäische Rechtsgeschichte und von 1998 bis 2007 dessen Vorsitzender.
Pieler war verheiratet und Vater von zwei Kindern.

## Forschungsschwerpunkte
Im Römischen Recht beschäftigte sich Pieler intensiv mit der Gerichtsorganisation des Imperium Romanum. Sein spezifisches Interesse galt den Bezügen zwischen Römischem Recht und Kanonischem Recht.

## Auszeichnungen
- Ehrenpräsident der Wiener Rechtsgeschichtlichen Gesellschaft[3]
- 2001: Großes Silbernes Ehrenzeichen für Verdienste um die Republik Österreich[3]
- 2016: Ehrendoktorat der Universität Athen[3]
- 2018: Akademische Gedächtnisfeier am 7. November 2018 an der Rechtswissenschaftlichen Fakultät

## Werke
- Rechtsliteratur. (XIII. Kapitel). In: Herbert Hunger (Hrsg.): Byzantinisches Handbuch. Die hochsprachliche profane Literatur der Byzantiner. 2. Band: Philologie, Profandichtung, Musik, Mathematik und Astronomie, Naturwissenschaften, Medizin, Kriegswissenschaft, Rechtsliteratur. Beck, München 1978. ISBN 978-3-406-01428-4, S. 343–480.
- mit Heinz Krejci, Richard Potz und Bernhard Raschauer: Jus in Wien. Manz, Wien 2009. ISBN 978-3-214-08910-8
- Spätantike Rechtsliteratur. In: Lodewijk J. Engels, Heinz Hofmann (Hrsg.): Neues Handbuch der Literaturwissenschaft. Band 4: Spätantike. Wiesbaden 1997, ISBN 3-89104-052-0, S. 565–600.
- Mitwirkung an der Herausgabe und Übersetzung des Patriarchatsregisters (bislang 3 Bände erschienen).